# Fungia fungites
Fungia fungites es una especie monotípica del género de corales Fungia, que pertenece a la familia Fungiidae. 
Su nombre común es coral plato.
Su esqueleto es macizo y está compuesto de carbonato cálcico. Tras la muerte del coral, su esqueleto contribuye a la generación de nuevos arrecifes en la naturaleza, debido a que la acción del CO2 convierte muy lentamente su esqueleto en bicarbonato cálcico, sustancia ésta asimilable directamente por las colonias coralinas.
Hasta muy recientemente, el género contaba con más de 30 especies, pero el Registro Mundial de Especies Marinas ha actualizado su taxonomía, con base en estudios recientes, reduciendo a una única especie en el género.

## Morfología
Los corales Fungia fungites son pólipos solitarios libres, que, cuando alcanzan la madurez, pueden desplazarse unos 30 cm diarios. Durante su juventud están anclados a rocas mediante una especie de tallo que se romperá, dejando libre de movimientos al coral. Secretan un esqueleto en forma oval o discoidal, de cuyo centro parten radialmente los septa hacia el perímetro. El esqueleto es poroso y ligero. Alcanza los 31 cm.
Tienen la habilidad tanto de quitarse sedimentos o restos de su superficie, como de recobrar su posición en caso de que hayan sido dados la vuelta; lo consiguen hinchándose de agua como una bola y aprovechando las corrientes.
La boca del animal se encuentra en el centro y los tentáculos son pequeños y presentan unas células urticantes denominadas nematocistos, empleadas en la caza de presas de plancton. Durante el día suelen tener retraídos los tentáculos, extendiéndolos por la noche para cazar.
La gama de colores abarca la práctica totalidad, siendo más comunes el verde, violáceo o rosa. 

## Alimentación
Contienen algas simbióticas llamadas zooxantelas. Las algas realizan la fotosíntesis produciendo oxígeno y azúcares, que son aprovechados por los pólipos, y se alimentan de los catabolitos del coral (especialmente fósforo y nitrógeno). Esto les proporciona entre el 70 y el 95% de sus necesidades alimenticias. El resto lo obtienen atrapando plancton y materia orgánica disuelta en el agua.

## Reproducción
Se reproducen asexualmente mediante gemación y sexualmente lanzando al exterior sus células sexuales. En este tipo de reproducción, la mayoría de los corales liberan óvulos y espermatozoides al agua, siendo por tanto la fecundación externa.  Los huevos una vez en el exterior, permanecen a la deriva arrastrados por las corrientes varios días, más tarde se forma una larva plánula que cae al fondo, se adhiere a él y comienza su vida sésil, secretando carbonato cálcico para conformar un esqueleto, o coralito.

## Hábitat
Viven en arrecifes localizados en los mares tropicales, en zonas poco profundas, bien iluminadas y cercanas a las costas. Mayoritariamente se encuentran en fondos rocosos de laderas y en sustratos arenosos del arrecife, entre lagunas y zonas protegidas de fuertes corrientes. 
Su rango de profundidad es entre 1 y 25 m, aunque se reportan localizaciones entre 0 y 40 m, y en un rango de temperatura entre  25.48 y 28.22 °C.

## Distribución geográfica
Se distribuyen en el océano Indo-Pacífico, desde las costas del África oriental, Madagascar, Seychelles, Maldivas, Mar Rojo, India, Indonesia, Nueva Caledonia, Filipinas, Japón, Nueva Guinea, Australia y en las islas del Pacífico central.
Es especie nativa de Arabia Saudí; Australia; Birmania; Camboya; Chagos; isla Christmas; Cocos (Keeling); Comoros; islas Cook; Egipto; Eritrea; Filipinas; Fiyi; Guam; India; Indonesia; Israel; Japón; Jordania; Kenia; Kiribati; Madagascar; Malasia; Maldivas; islas Marianas del Norte; islas Marshall; Mauritius; Mayotte; Micronesia; Mozambique; Nauru; isla Navidad; Nueva Caledonia; Niue; Omán; Palaos; Papúa Nueva Guinea; Polinesia Francesa; Reunión; islas Salomón;Samoa; Samoa Americana; Seychelles; Singapur; Somalia; Sri Lanka; Sudán; Tailandia; Taiwán; Tanzania; Tokelau; Tonga; Tuvalu; Vanuatu; Vietnam; Wallis y Futuna; Yemen y Yibuti.

## Galería

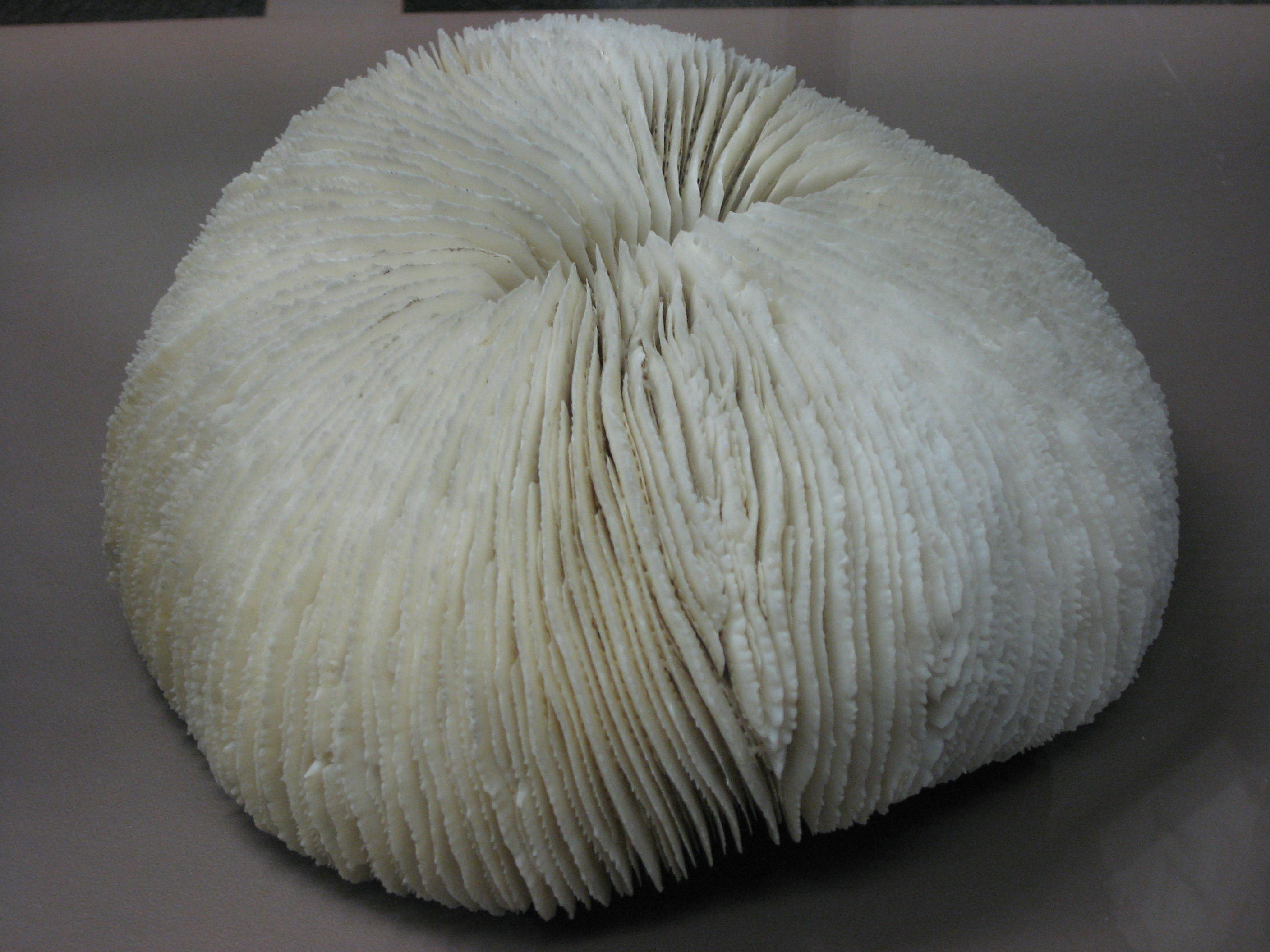
Esqueleto calcáreo de F. fungites en el Museum-aquarium de Nancy, Francia
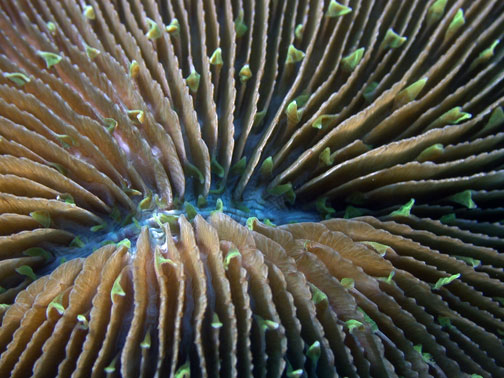
Boca de F. fungites
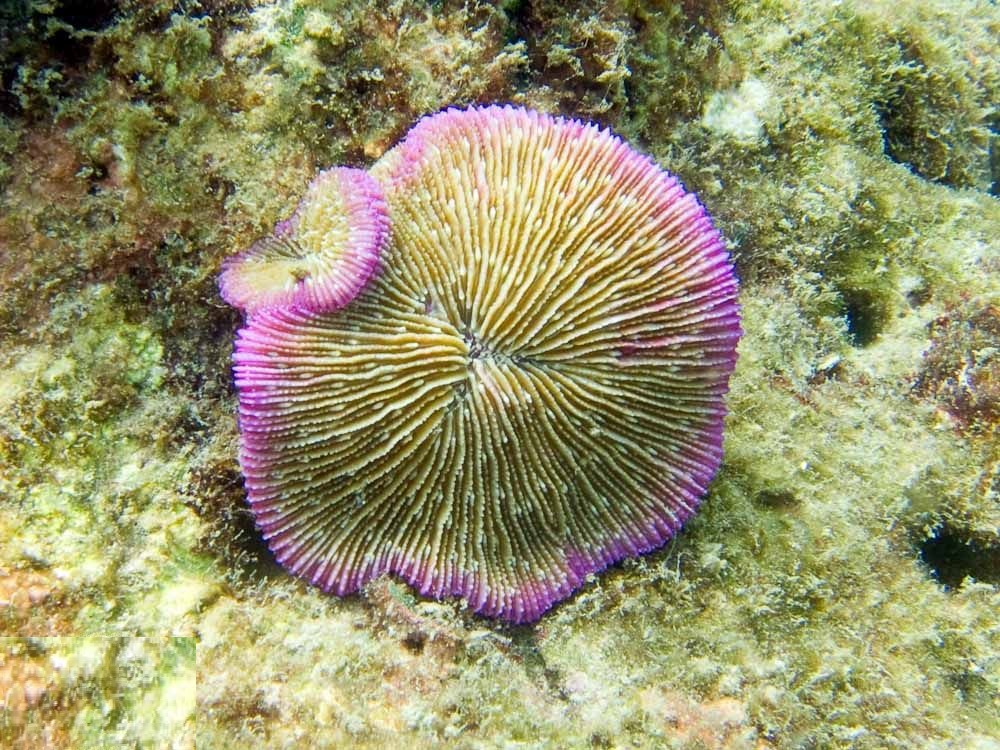
F. fungites con hijo, en Koh Phangan, Tailandia
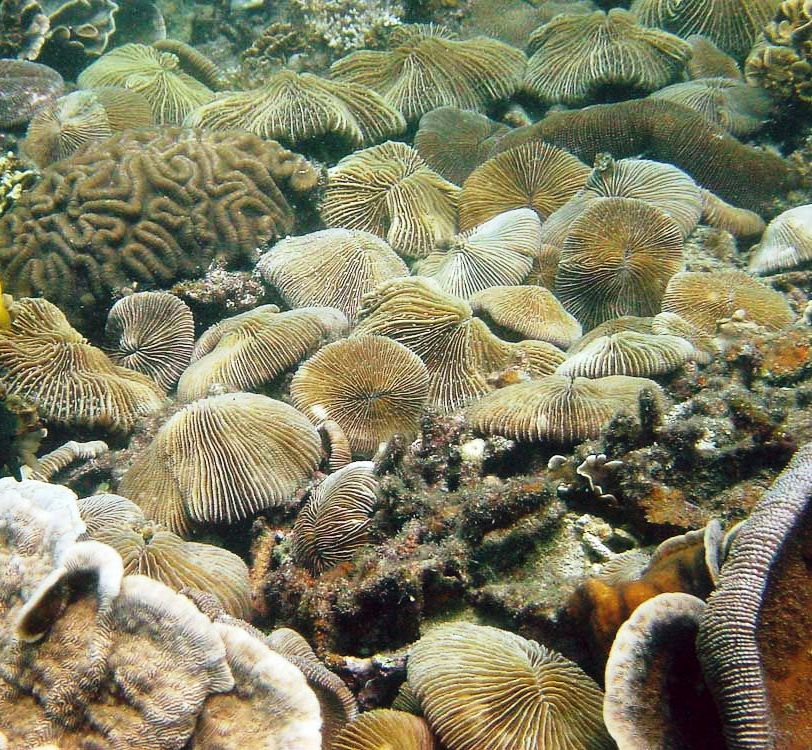
Agregación en Koh Phangan
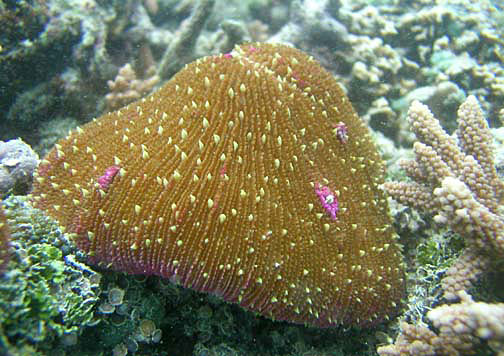
En el Parque Nacional de Samoa Americana
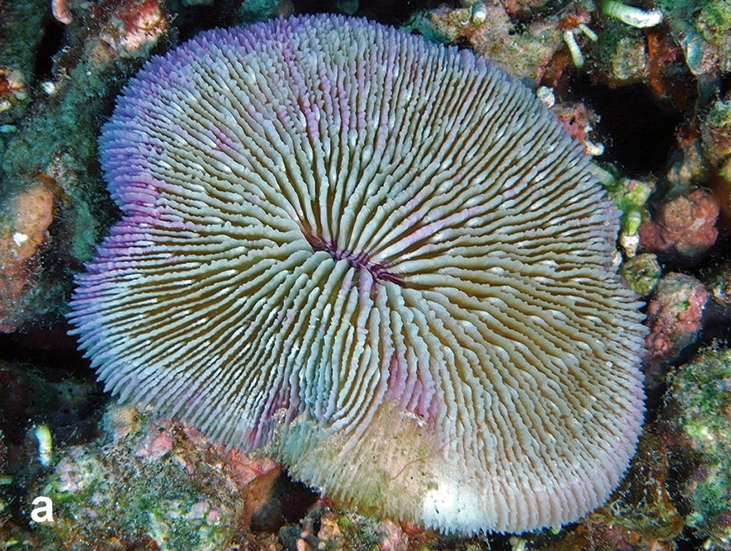
En Pulau Layang-Layang, islas Spratly
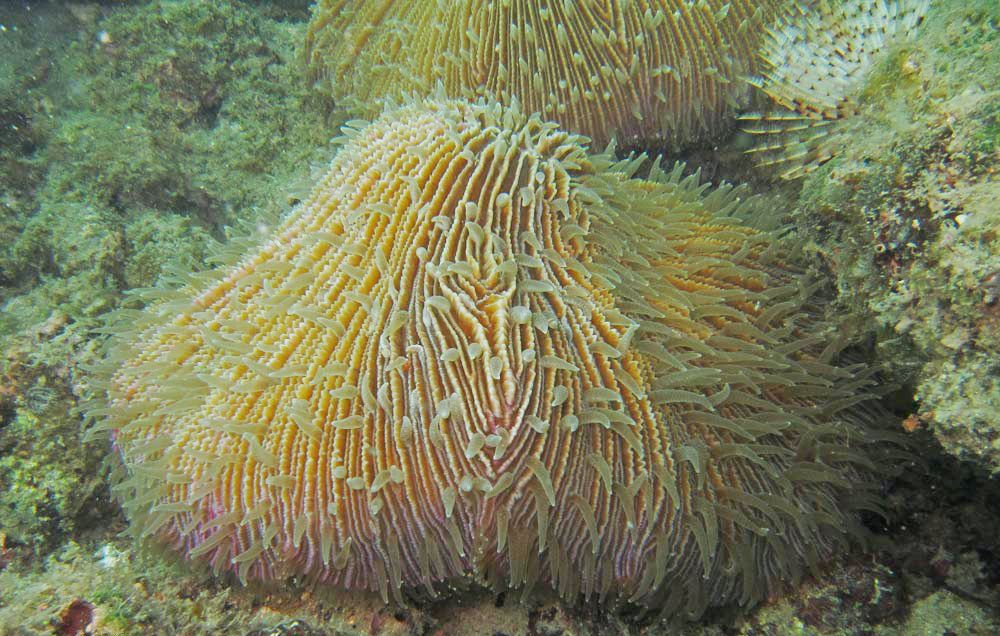
Con tentáculos expandidos en Koh Phangan

## Conservación
La Lista Roja de Especies Amenazadas de la UICN califica esta especie de Casi amenazada ver 3.1, exponiendo al respecto:
En general, la mayor amenaza para los corales es el cambio climático global, en particular, las temperaturas extremas que conducen a la decoloración y una mayor susceptibilidad a la enfermedad, aumento de la gravedad de los acontecimientos y las tormentas ENOS, y la acidificación del océano. 
La amenaza conocida más importante para esta especie es la extensa reducción del hábitat de arrecifes de coral, debido a una combinación de amenazas. Las tendencias de población específicas son desconocidas, pero la reducción de la población se pueden deducir de la pérdida de hábitat estimada (Wilkinson 2004). Está muy extendida y es muy común en toda su área de distribución, y por lo tanto es probable que sea más resistente a la pérdida de hábitat y la degradación de los arrecifes, debido a un tamaño efectivo de la población general asumido que esiá altamente conectado y / o estable con una mayor variabilidad genética.
Las medidas recomendadas para la conservación de esta especie incluyen la investigación en: taxonomía, la población, la abundancia y tendencias, el estado de la ecología y hábitat, amenazas y resistencia a las amenazas, la acción de restauración; identificación, creación y gestión de nuevas áreas protegidas; expansión de las áreas protegidas; gestión de la recuperación; y de la enfermedad, y la gestión de parásitos patógenos. La propagación artificial y técnicas como la criopreservación de gametos pueden ser importantes para la conservación de la biodiversidad de corales. 